# ديفيد ووكر (قسيس)
ديفيد ووكر (بالإنجليزية: David Walker)‏ هو قسيس بريطاني، ولد في 30 مايو 1957.